# Jules Pappaert
Jules Pappaert (ur. 5 listopada 1905 w Saint-Gilles, zm. 30 grudnia 1945 w Enghien) – belgijski piłkarz, reprezentant kraju, grający na pozycji obrońcy. 

## Kariera klubowa
Pappaert urodził się w Saint-Gilles, i w tym mieście w 1920 rozpoczął przygodę z piłką w zespole Royale Union Saint-Gilloise. Po trzech latach gry w juniorskich zespołach Royale Union, został włączony do pierwszej drużyny. Przez kolejnych 5 sezonów uzbierał 43 występy, w których 15 razy pokonywał bramkarzy rywali.
Od sezonu 1928/29 występował w Daring Club de Bruxelles. Po dwóch sezonach spędzonych w Les Daringmen powrócił do Royale Union. Przez 8 kolejnych lat stanowił o sile bloku defensywnego Unionistów, rozgrywając łącznie 133 spotkania, w których strzelił jedną bramkę. Trzykronie sięgnął z zespołem po mistrzostwo Division 1 w sezonach 1932/33, 1933/34 i 1934/35. Union w tym czasie mógł pochwalić się serią 60 spotkań bez porażki. 
W 1938 dołączył do Enghien Sport. Sezon 1941/42 spędził na wypożyczeniu w Star Fléron FC, dla którego zagrał 8 razy. Pappaert zmarł 30 grudnia 1945 w wyniku zawału serca. Każda drużyna belgijska, która w danym sezonie może się pochwalić najdłuższą serią bez porażki, od 1953 nagradzana jest Trofeum im. Julesa Pappaerta. 
| Sezon   | Klub                        | Kraj   | Rozgrywki     | Mecze | Bramki |
| ------- | --------------------------- | ------ | ------------- | ----- | ------ |
| 1923/24 | Royale Union Saint-Gilloise | Belgia | Eerste klasse | 5     | 3      |
| 1924/25 | Royale Union Saint-Gilloise | Belgia | Eerste klasse |       |        |
| 1925/26 | Royale Union Saint-Gilloise | Belgia | Eerste klasse | 9     | 4      |
| 1926/27 | Royale Union Saint-Gilloise | Belgia | Eerste klasse | 12    | 8      |
| 1927/28 | Royale Union Saint-Gilloise | Belgia | Eerste klasse | 17    | 0      |
| 1928/29 | Daring Club de Bruxelles    | Belgia | Eerste klasse | 20    | 3      |
| 1929/30 | Daring Club de Bruxelles    | Belgia | Eerste klasse | 18    | 3      |
| 1930/31 | Royale Union Saint-Gilloise | Belgia | Eerste klasse | 4     | 0      |
| 1931/32 | Royale Union Saint-Gilloise | Belgia | Eerste klasse | 25    | 0      |
| 1932/33 | Royale Union Saint-Gilloise | Belgia | Eerste klasse | 26    | 0      |
| 1933/34 | Royale Union Saint-Gilloise | Belgia | Eerste klasse | 26    | 0      |
| 1934/35 | Royale Union Saint-Gilloise | Belgia | Eerste klasse | 21    | 1      |
| 1935/36 | Royale Union Saint-Gilloise | Belgia | Eerste klasse | 24    | 0      |
| 1936/37 | Royale Union Saint-Gilloise | Belgia | Eerste klasse | 4     | 0      |
| 1937/38 | Royale Union Saint-Gilloise | Belgia | Eerste klasse | 3     | 0      |
| 1938/39 | Enghien Sport               | Belgia |               |       |        |
| 1939/40 | Enghien Sport               | Belgia |               |       |        |
| 1940/41 | Enghien Sport               | Belgia |               |       |        |
| 1941/42 | Star Fléron FC              | Belgia |               | 8     | 0      |
| 1942/43 | Enghien Sport               | Belgia |               |       |        |
| 1943/44 | Enghien Sport               | Belgia |               |       |        |
| 1944/45 | Enghien Sport               | Belgia |               |       |        |
| 1945/46 | Enghien Sport               | Belgia |               |       |        |

## Kariera reprezentacyjna
Pappaert w reprezentacji Belgii zadebiutował 11 grudnia 1932 meczem z Austrią, zakończonym porażką Czerwonych Diabłów 1:6. 
Dwa lata później znalazł się w drużynie na Mistrzostwa Świata. Nie wystąpił w spotkaniu z reprezentacją Niemiec. Ostatnim meczem w barwach Belgii był mecz z 29 kwietnia 1934, przegrany 2:4 z Holandią. Łącznie w latach 1932–1934 wystąpił w 4 spotkaniach w drużynie narodowej Belgii.
| Mecze i gole w reprezentacji | Mecze i gole w reprezentacji | Mecze i gole w reprezentacji | Mecze i gole w reprezentacji | Mecze i gole w reprezentacji | Mecze i gole w reprezentacji | Mecze i gole w reprezentacji |
| #                            | Data                         | Miasto                       | Przeciwnik                   | Gol                          | Wynik                        | Rozgrywki                    |
| ---------------------------- | ---------------------------- | ---------------------------- | ---------------------------- | ---------------------------- | ---------------------------- | ---------------------------- |
| 1.                           | 11.12.1932                   | Bruksela                     | Austria                      |                              | 1:6                          | towarzyski                   |
| 2.                           | 25.02.1934                   | Dublin                       | Irlandia                     |                              | 4:4                          | El. MŚ 1934                  |
| 3.                           | 11.03.1934                   | Amsterdam                    | Holandia                     |                              | 3:9                          | towarzyski                   |
| 4.                           | 29.04.1934                   | Deurne                       | Holandia                     |                              | 2:4                          | El. MŚ 1934                  |

## Sukcesy
Royale Union Saint-Gilloise
- Mistrzostwo Division 1 (3): 1932/33, 1933/34, 1934/35